# Líšný
Líšný település Csehországban, Jablonec nad Nisou-i járásban. Líšný Malá Skála, Koberovy és Železný Brod településekkel határos. Lakosainak száma 249 fő (2024. január 1.).

## Népesség
A település lakosságának változását az alábbi diagram mutatja:
| Lakosok száma | 316  | 521  | 587  | 503  | 324  | 244  | 257  | 257  | 263  | 249  |
|               | 1869 | 1890 | 1921 | 1950 | 1980 | 2001 | 2017 | 2019 | 2022 | 2024 |